# 1973 год в телевидении
Список 1973 год в телевидении описывает события в мире телевидения, произошедшие в 1973 году.

## События

### Январь
- 1 января — Вышли на экраны фильмы «Принц и нищий и Цирк зажигает огни».
- Январь — вышла в эфир телепередача «Наш адрес - Советский Союз».

### Февраль
- 24 февраля — В телеэфир впервые вышла авторская телепередача Сергея Капицы «Очевидное — невероятное».

### Март
- 11 марта — Вышел на экраны фильм «Двое в пути».

### Апрель
- 29 апреля — Вышел на экраны сериал «Большая перемена»
- Июнь — Вышел на экраны сериал «Дактори» (США).

### Август
- 11 августа — Вышел на экраны сериал «Семнадцать мгновений весны».

### Октябрь
- 15 октября — Вышел на экраны сериал «Крах инженера Гарина».

### Ноябрь
- 3 ноября — Вышел на экраны сериал «Как закалялась сталь».

### Декабрь
- 31 декабря — Вышли на экраны телефильмы «Новые приключения Дони и Микки и Эта весёлая планета».

## Родились
- 15 апреля — Алексей Прохин, ТВ-знаток (Своя игра), финалист «1-го открытого командного турнира» и программист.
- 29 мая — Юрий Васильев, ТВ-знаток (Своя игра), единственный чемпион «Автомобильного кубка-2004», чемпион «1-го открытого командного турнира» и журналист.
- 8 июля — Алексей Орлик, ТВ-знаток (Своя игра) и юрист.
- 30 июля — Варвара — российская поп-певица и телеведущая.
- 11 августа — Анна Павлова, ТВ-ведущая (Новости).
- 16 августа — Юлия Высоцкая, ТВ-ведущая (Едим дома) и актриса.
- 22 сентября — Мария Голубкина, ТВ-ведущая (Золотой граммофон) (хит-парад) и актриса.
- 29 сентября — Константин Выборнов, ТВ-ведущий и спортивный комментатор.